# Jogo eletrônico de esporte

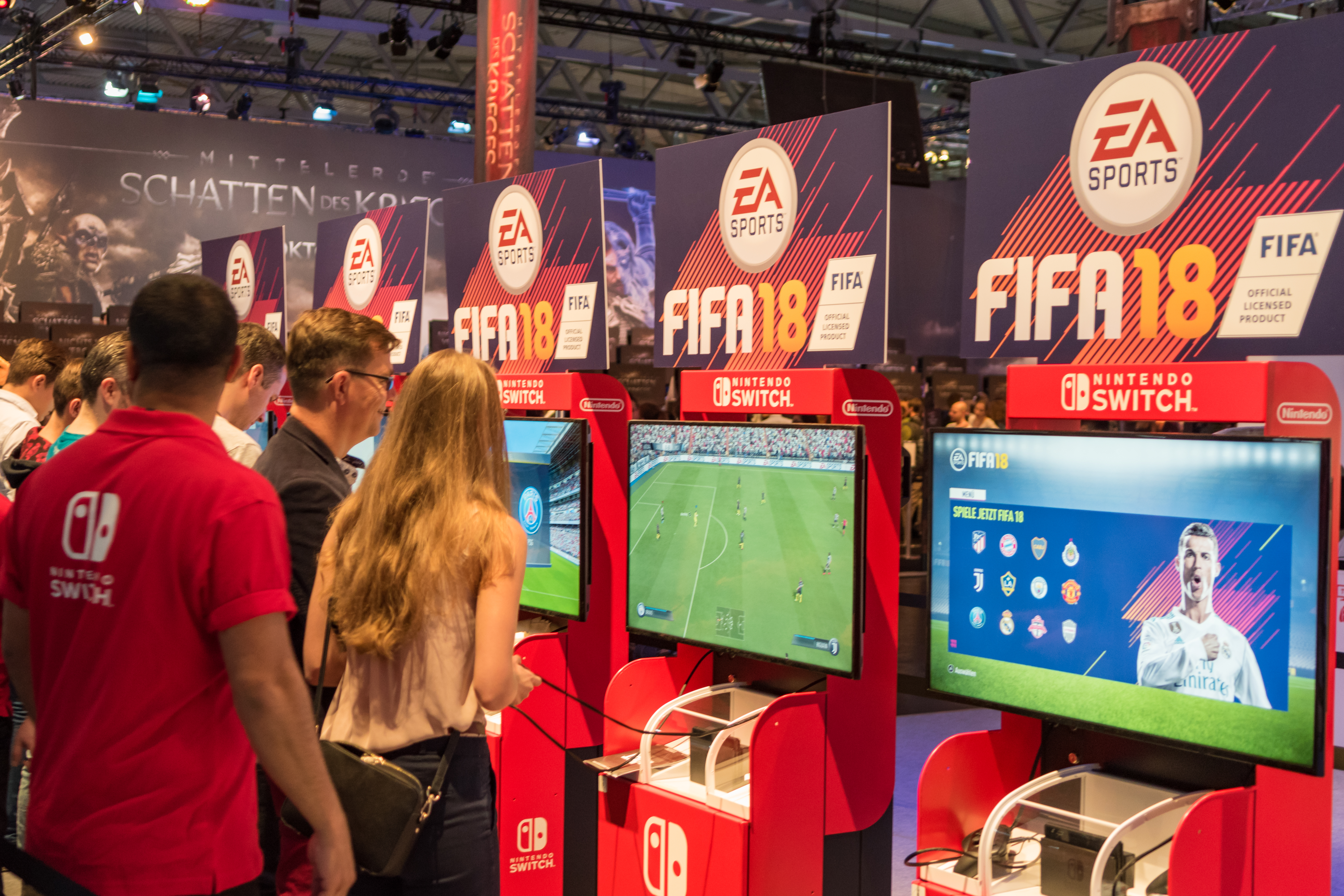
Jogo eletrônico de esporte FIFA 18 em exposição.

Um jogo de esporte (português brasileiro) ou jogo de desporto (português europeu) é um jogo eletrônico de PC ou videogame que simula esportes tradicionais. A maioria dos esportes já foram recriados em um jogo, incluindo futebol, baseball, futebol americano, boxe, wrestling profissional, cricket, golfe, basquete, hockey no gelo, tênis, boliche, rugby e natação. Alguns jogos enfatizam o ato de jogar um esporte (como Madden NFL), enquanto que outros enfatizam as estratégias por trás de um esporte (como Championship Manager). Outros satirizam o esporte para efeitos cômicos (como Arch Rivals). Este gênero vem sendo popular na história dos jogos eletrônicos e é competitivo, como a maioria dos esportes na vida real. Numerosas séries de jogos deste gênero trazem nomes e características de times e jogadores reais, e são atualizados anualmente para refletir mudanças na vida real.
Tal gênero não pode ser confundido com esportes eletrônicos, que é usado para descrever jogos para PC ou videogame que são jogados como esportes competitivos.
Jogos do tipo 'Gerenciamento' ou 'Seja o técnico' (em inglês:  Sports Management Games) são os que você gerencia um time, podendo ser dirigente ou um técnico.

## História
O primeiro jogo eletrônico de esporte foi o Tennis for Two de 1958 que era jogado em um osciloscópio, em 1972 o jogo Table Tennis era um dos que acompanhava o console Magnavox Odyssey, no mesmo ano também foi lançado o jogo arcade Pong, considerado o primeiro grande sucesso dos jogos eletrônicos. Em 1973 a Taito lançou o primeiro jogo de futebol, o Soccer, em 1974 foi lançado o primeiro jogo de basquetebol, o TV Basketball, o primeiro jogo de esportes a utilizar sprites para representar os jogadores e detecção de colisão.
Em 1978 a Atari lançou o Atari Football, primeiro jogo eletrônico de futebol americano. Em 1980 o jogo Basketball para o Intellivision foi o primeiro a adquirir a licença oficial de uma liga esportiva, a NBA, no mesmo ano a Microsoft lançou o Olympic Decathlon, primeiro jogo eletrônico multiesportivo.
Em 1983 a Sega lançou o Champion Baseball, primeiro jogo a oferecer múltiplos ângulos de visão, no mesmo ano a Taito lançou o Joshi Volleyball, primeiro jogo de esporte atletas femininas, o Exciting Soccer da Alpha Denshi foi o primeiro a ter vozes digitalizadas, no mesmo ano também foi lançado o Intellivision World Series Baseball que foi o primeiro jogo a oferecer ângulos de visão semelhantes às transmissões televisivas.
Ainda no mesmo ano de 1983 a Electronic Arts lançou o o seu primeiro jogo de esporte, o One on One: Dr. J vs. Larry Bird, em 1988 lança o John Madden Football, primeiro jogo da franquia Madden NFL, em 1989 lança o Lakers versus Celtics and the NBA Playoffs, primeiro jogo de basquetebol da empresa, em 1991 ela cria a sua divisão de esportes EA Sports e lança o seu primeiro jogo de hóquei no gelo, o NHL Hockey.
Em 1993 a Midway lança o NBA Jam, primeiro jogo de esporte com sprites digitalizados (mesma técnica utilizada no Mortal Kombat), no mesmo ano é lançado pela Electronic Arts o FIFA International Soccer, primeiro jogo da série FIFA e o primeiro jogo de futebol com visão isométrica. Em 1994 a Electronic Arts lança o NBA Live 95, seu primeiro jogo da série de basquetebol, a Konami lança o International Superstar Soccer, no mesmo ano, o Virtua Striker da Sega se torna o primeiro jogo de futebol em 3D, em 1995 foi a vez da Konami lançar o seu primeiro jogo de futebol em 3D, o Goal Storm.
Em 1999 a Sega lança a sua linha de jogos da série 2K com o NFL 2K e o NBA 2K e em 2000 o NHL 2K e o World Series Baseball 2K1. Em 2004 a Electronic Arts adquire os direitos exclusivos dos jogos da NFL fazendo com que a Sega venda a sua divisão 2K para a Take Two Interactive que adquire exclusividade da licença da MLB.
Em 2006 a Nintendo lança o Wii Sports, que se torna o jogo de esportes mais vendido da história. Em 2007 lança o primeiro jogo da série Mario & Sonic at the Olympic Games desenvolvido pela Sega.
A Nintendo também tem uma grande tradição com séries de jogos de esporte da franquia Mario, sendo o primeiro o NES Open Tournament Golf de 1987 que daria origem a série Mario Golf, o no tênis com Mario's Tennis de 1995, no beisebol começando com o Mario Superstar Baseball em 2005, no futebol em 2005 com Super Mario Strikers e no basquetebol com Mario Hoops 3-on-3 em 2006. Em múltiplos esportes com o primeiro Mario Sports Mix em 2011.